# 1997年法國立法選舉

各選區選舉結果

1997年法國立法選舉在1997年5月25日及6月1日舉行，選舉法蘭西第五共和國的第11屆國民議會成員。法國社會黨在這次選舉贏得255個議席，重回第一大黨地位。這次選舉是1877年之後第一次法國總統輸掉因他自己要求解散議會而進行的選舉。